# Otčenáš

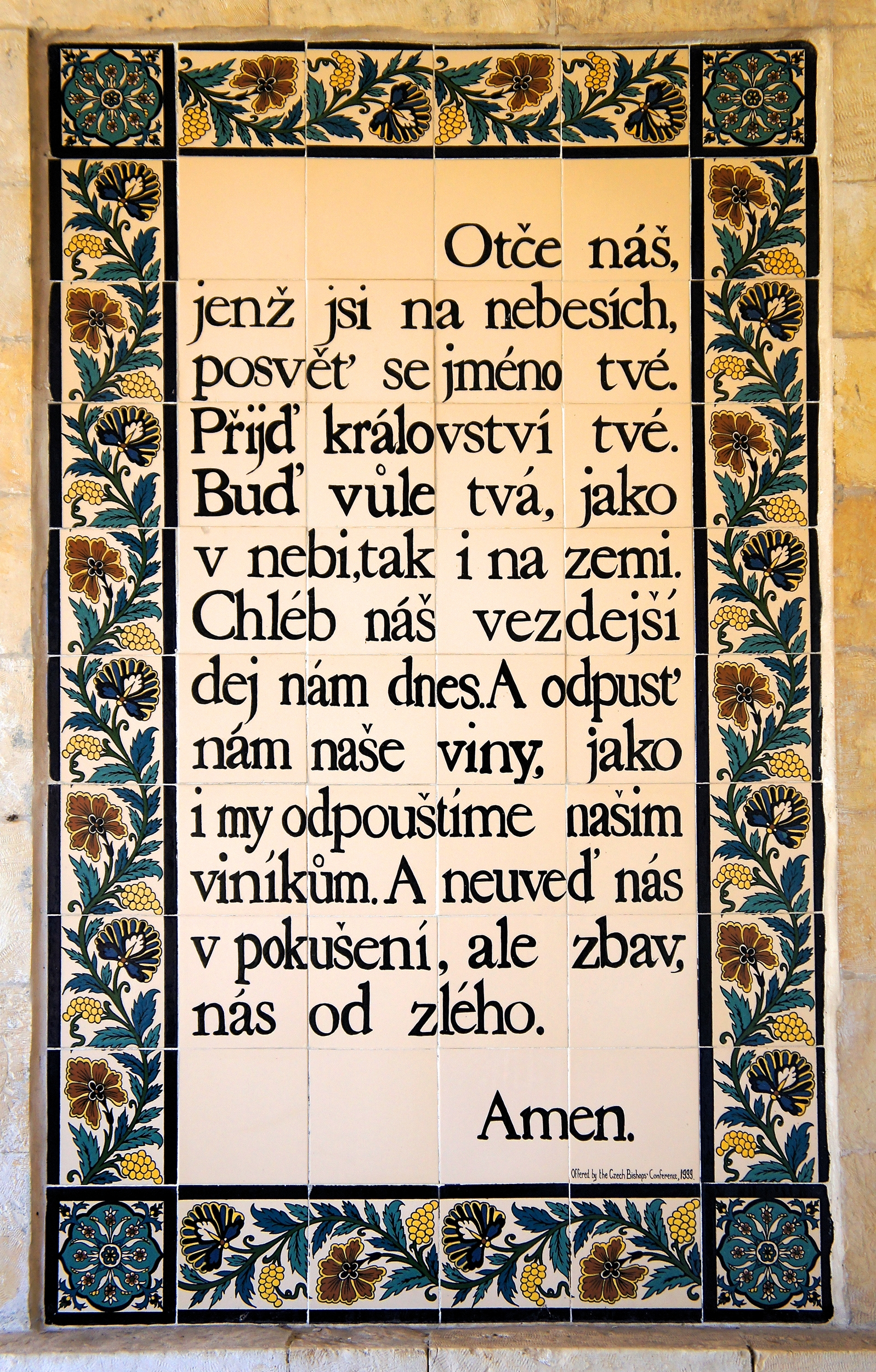
Otčenáš v češtině, kostel Pater noster, Jeruzalém

Otčenáš neboli modlitba Páně (podle prvních dvou latinských slov také Pater noster) je pravděpodobně nejznámější křesťanská modlitba. Podle Lukášova evangelia sdělil tuto modlitbu svým učedníkům Ježíš Kristus, když se ho ptali, jak se mají modlit. V evangeliu podle Matouše je tato modlitba součástí kázání na hoře, ve kterém Ježíš představuje svoje poselství.

## Text modlitby

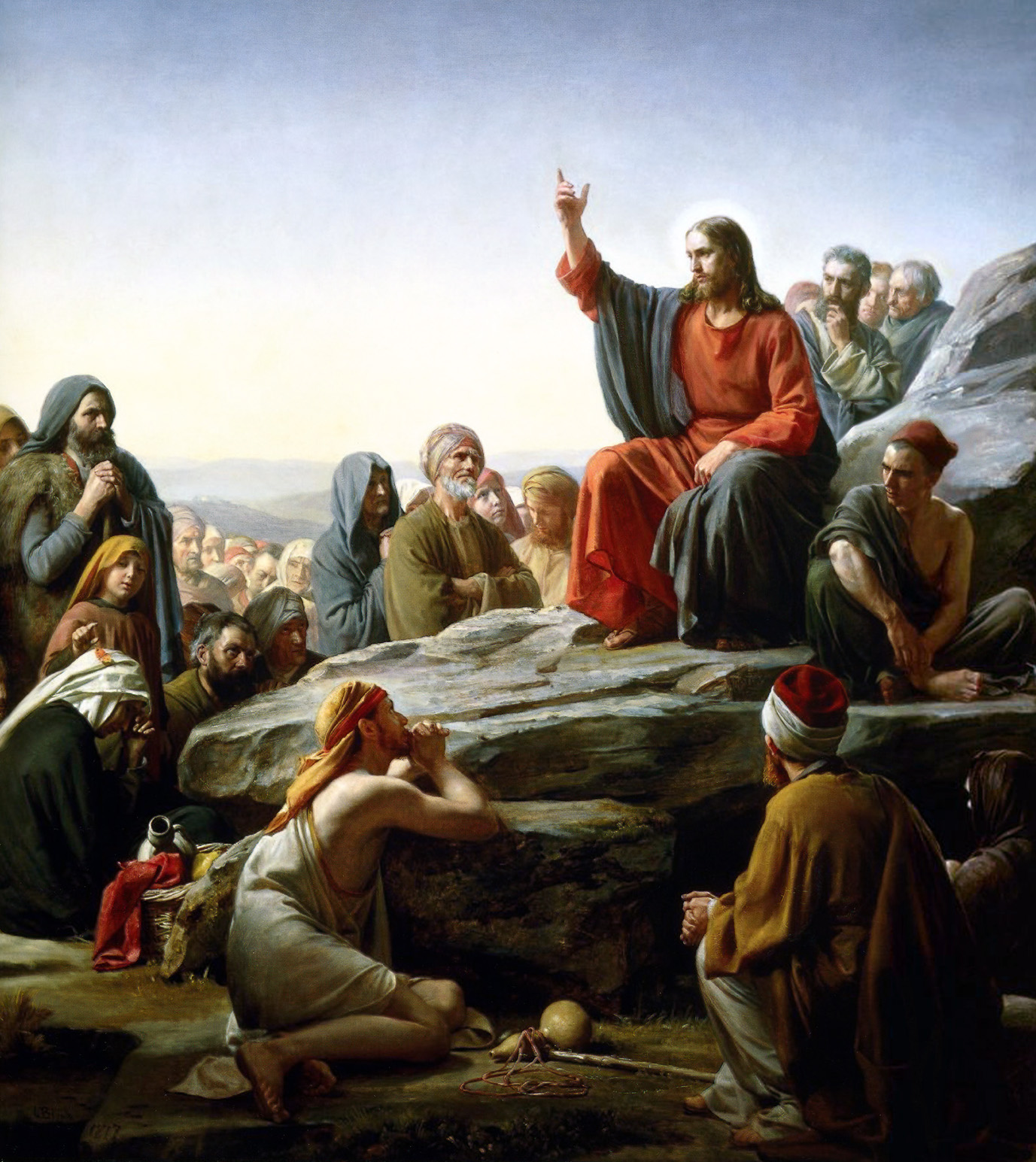
Carl Heinrich Bloch (1834–1890): Horské kázání (Bjergprædikenen)

Pod označením „otčenáš“ se míní znění podle Matoušova evangelia; Lukášův text je mírně odlišný. Znění otčenáše v různých jazycích je zde uvedeno v následujícím pořadí: český text (ž v závorce v současném znění katolíci nevyslovují), latinský text, původní řecký text, staroslověnský text, jehož autorem je zřejmě svatý Cyril. (Staroslověnské znění bylo vedle latinského první podobou Otčenáše na českém území.)
Modlitba obsahuje sedm proseb či žádostí k Bohu, které vyjadřují základní potřeby člověka (chléb náš vezdejší dej nám dnes, zbav nás od zlého), vztah ke společenství lidí (odpusť nám, jako i my odpouštíme), vztah k Bohu (posvěť se jméno tvé). Sedmička je v Bibli vnímána jako číslo dokonalosti.
| Český text Otče náš, jenž jsi na (nebo: v) nebesích, posvěť se jméno tvé, přijď království tvé, buď vůle tvá jako v nebi, tak i na zemi. Chléb náš vezdejší dej(ž) nám dnes a odpusť nám naše viny, jako(ž) i my odpouštíme našim viníkům a neuveď nás v pokušení, ale zbav (nebo: chraň) nás od zlého. [Neboť tvé je království i moc i sláva navěky.] Amen. | Latinský text Pater noster qui es in cælis, sanctificetur nomen tuum. Adveniat regnum tuum. Fiat voluntas tua sicut in cælo, et in terra. Panem nostrum quotidianum da nobis hodie, et dimitte nobis debita nostra, sicut et nos dimittimus debitoribus nostris. Et ne nos inducas in tentationem sed libera nos a malo. [Quia tuum est regnum, et potestas, et gloria in sæcula.] Amen. |

| Řecký text Πάτερ ἡμῶν ὁ ἐν τοῖς οὐρανοῖς ἁγιασθήτω τὸ ὄνομά σου· ἐλθέτω ἡ βασιλεία σου· γενηθήτω τὸ θέλημά σου, ὡς ἐν οὐρανῷ καὶ ἐπὶ τῆς γῆς· τὸν ἄρτον ἡμῶν τὸν ἐπιούσιον δὸς ἡμῖν σήμερον· καὶ ἄφες ἡμῖν τὰ ὀφελήματα ἡμῶν, ὡς καὶ ἡμεῖς ἀφίεμεν τοῖς ὀφειλέταις ἡμῶν· καὶ μὴ εἰσενέγκῃς ἡμᾶς εἰς πειρασμόν, ἀλλὰ ρῦσαι ἡμᾶς ἀπὸ τοῦ πονηροῦ. [Ὅτι σοῦ ἐστιν ἡ βασιλεία καὶ ἡ δύναμις καὶ ἡ δόξα εἰς τοὺς αἰῶνας·] ἀμήν. ·:· — | Staroslověnský text Отьче нашь · ижє ѥси на нєбєсьхъ · да свѧтитъ сѧ имѧ твоѥ · да придєтъ цѣсар̑ьствьѥ твоѥ · да бѫдєтъ воля твоя · яко на нєбєсє и на земл̑и · хлѣбъ нашь насѫщьныи даждь намъ дьньсь · и остави намъ длъгы нашѧ · яко и мы оставляємъ длъжьникомъ нашимъ · и нє въвєди насъ въ напасть · нъ избави ны отъ нєприязни · [яко твоѥ ѥстъ цѣсар̑ьствьѥ · и сила и слава въ вѣкы] аминь ·:· | Nová ruská církevní slovanština Отче наш, Иже еси́ на небесе́х! Да святи́тся имя Твое́, да прии́дет Ца́рствие Твое, да будет воля Твоя, я́ко на небеси́ и на земли́. Хлеб наш насу́щный даждь нам днесь, и оста́ви нам до́лги наша, я́коже и мы оставля́ем должнико́м нашим, и не введи́ нас во искушение, но изба́ви нас от лука́ваго. Aминь. |

## Závěrečná doxologie

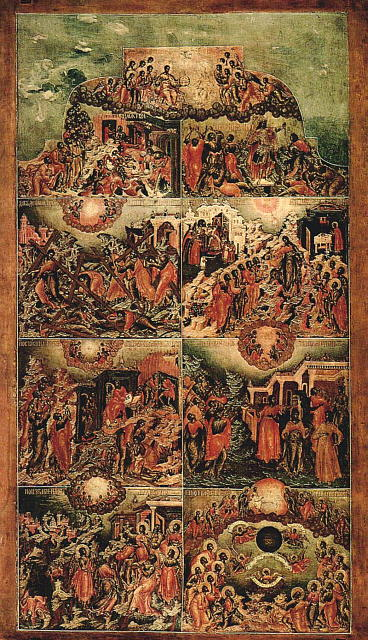
Ikona "Otče náš", anonym konec 17. století

Předposlední řádek v závorkách obsahuje tzv. doxologii, která se v nejvýznamnějších a nejstarších rukopisech nevyskytuje. Doxologie se do textu modlitby dostala užíváním při křesťanské bohoslužbě; nejstarším dokumentem, kde se věta objevuje, je Didaché z konce 1. století.
Doxologii pronášejí běžně protestanti jako součást samotné modlitby Otčenáš. Tato slova přesto pronáší při východní liturgii pouze kněz sám, v římskokatolické liturgii mše Pavla VI. shromáždění tuto větu pronáší společně, ač ne v souvislé modlitbě Otčenáše, ale po tzv. embolismu, který modlitbu uzavírá. V dřívější římskokatolické liturgii, která se někdy označuje jako tridentská mše, modlitba končí slovy „ale zbav nás od zlého“.

## Komentář Jana Zlatoústého k Otčenáši
Výklady této modlitby obsahují již od počátků křesťanství základní uvedení do modlitby. Neexistuje významnější křesťanský autor, který by o Otčenáši nesepsal alespoň pár poznámek. Z významných starověkých komentátorů jmenujme alespoň Tertulliana, Órigena, Řehoře Nysského, Augustina. Následující je stručně komentář Jana Zlatoústého:
- Oslovení Otče náš, který jsi v nebesích ukazuje na skutky, které Bůh pro nás vykonal (Otče … odpuštění, přijetí do rodiny) vede nás k modlitbě ne jako individualisty, ale společně s ostatními a za druhé (náš); zaměřuje pozornost toho, kdo se modlí, vzhůru, k nebeským příbytkům (který jsi v nebesích).
- posvěť se jméno tvé … je zde vyjádřeno naše odhodlání žít svým životem Bohu ke chvále, aby jeho sláva byla viditelná ve světě (tento výklad je v souladu se slovy v Mt 5,16: Tak ať svítí světlo vaše před lidmi, aby viděli vaše dobré skutky a vzdali slávu vašemu Otci v nebesích); tato touha oslavit Boha je vyřčena dříve, než jakákoli jiná prosba;
- přijď království tvé … vyjadřuje srdce člověka osvobozeného od věcí zde na zemi a toužícího po věcech, které mají přijít (podobně jak vyjádřil apoštol Pavel o těch, kteří už okusili z darů Ducha, ale dále sténají ve svém nitru a očekávají přijetí za syny, vykoupení ... Ř 8,23).
- buď vůle tvá jako v nebi, tak na zemi … ochota uskutečňovat nebe už zde na zemi, tj. mluvit a dělat vše, jako bychom byli už v nebi; stejně jako andělé v nebi nejsou částečně poslušní a částečně neposlušní, ale ve všem jsou oddáni Bohu, tak i lidé nemají činit Boží vůli jen napůl, ale ve všech věcech.
- chléb náš vezdejší dej nám dnes … v předchozích prosbách bylo zaměření na dokonalé chování, nyní se jedná o prosbu o tělesné věci; ale i v ní je duchovní rozměr, protože je to prosba nikoli o bohatství, ani o pohodlný život nebo drahé šaty, ale jen o chléb na tento den (bez starosti o zítřek (Mt 6,34)). Ve slovech dej nám dnes je ještě jednou vidět zájem na tom, abychom starost o zítřejší den svěřili jemu.
- odpusť nám naše viny, jako i my odpouštíme našim viníkům … i křesťané by měli dále vyznávat své hříchy a činit pokání (tato modlitba je určena křesťanům, vždyť nezasvěcení nemohou oslovovovat Boha Otče); připomínka našich bezprostředních hříchů nás má vést k poctivosti; výzva odpustit nás má osvobodit od mstivého hněvu vůči druhým.
- neuveď nás v pokušení, ale chraň nás od zlého. Neboť tvé je království i moc i sláva. Amen. … Zlo není součástí přirozených věcí, ale součástí věcí přidaných naší volbou. Současně ale prosba o vysvobození od zlého ukazuje, že hlavním původcem a příčinou všech zlých věcí je Ďábel. Závěrečná doxologie však připomíná Krále, který je mocnější než kdokoli jiný: Neboť tvé je království i moc i sláva navěky (Bůh se s Ďáblem o království nedělí, má větší moc; i když jsou naše slabosti rozmanité, Boží moc je schopná dokončit vše dobré i v nás samotných; Bůh nás nejen může uchránit od nebezpečí, ale je schopen nás učinit slavnými, neboť jeho sláva je bez hranic).

## Otčenáš v hudbě

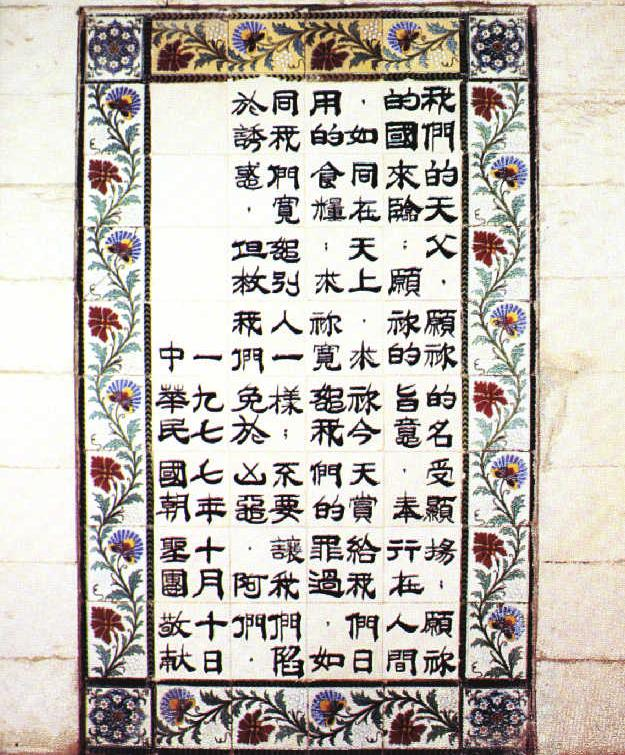
Čínská verze modlitby Otče náš

Otčenáš hudebně ztvárnili následující skladatelé:
- Luigi Cherubini
- Charles Gounod
- Leoš Janáček
- Franz Liszt
- Giacomo Meyerbeer
- Otto Nicolai
- Bernardino Rizzi
- Igor Stravinskij
- Giuseppe Verdi – (O, Padre Nostro, che ne' celi stai)
- Christopher Tin – swahilsky „Baba Yetu“ jako hlavní motiv počítačové hry Civilization IV
- Bohuslav Martinů - Polní mše
- Sabaton - část modlitby je součástí písní The Carolean's Prayer a Karolinens bön (anglická a švédská verze téže písně z alba Carolus Rex)

### Otčenáš v pravoslavné liturgii
V pravoslavné liturgii je Otče náš organickou součástí zpívané liturgie, proto existuje velké množství zhudebnění ruského (staroslověnského) textu. Mezi nejznámější autory patří:
- Petr Iljič Čajkovskij (jako součást díla Liturgie sv. Jana Zlatoústého)
- Pavel Grigorjevič Česnokov
- Sergej Vasiljevič Rachmaninov
- Nikolaj Nikolajevič Kedrov starší
- Dmitrij Stěpanovič Bortňanskij

a mnoho dalších.

## Otčenáš v technice
Z latinských slov modlitby byl odvozen název dopravního prostředku páternoster.

#### Cizojazyčná literatura
- BARTH, K.. Das christliche Leben. In: Die kirchliche Dogmatik. IV/4.
- —. Das Vaterunser nach den Katechismen der Reformation. Zürich, 1965.
- BONHOEFFER, D. Dein Reich komme! In: Gesammelte Schriften 3. München 1960.
- BOHREN, R. Das Vaterunser – heute. Zürich 1960.
- CARMIGNAC, J. Recherche sur le „Notre Père“. Paris 1969.
- EBELING, G. Vom Gebet. Tübingen 1963.
- KRÖTKE, W. Beten heute. München: Kösel-Verlag, 1987. ISBN 3-466-25130-3.
- NIESEL, W. Bekentnisschriften und Kircheordnungen der nach Gottes Wort reformierte Kirche. Zürich, 1939.